# Schizothecium pilosum
Schizothecium pilosum är en svampart som först beskrevs av Mouton, och fick sitt nu gällande namn av N. Lundq. 1972. Schizothecium pilosum ingår i släktet Schizothecium och familjen Lasiosphaeriaceae.  Arten är reproducerande i Sverige. Inga underarter finns listade i Catalogue of Life.